# WWE Extreme Championship Wrestling
ECW a fost o companie din cele 3 ale WWEului între ani 2006 și 2010, fiind cea mai mică. Din cauză că nu a fost urmărit, ECW s-a destrămat, wrestlerii ajungând în RAW sau în SmackDown!.

## Campioni ECW
| Nume          | Data       | Zile cu titlul |
| ------------- | ---------- | -------------- |
| RVD           | 13.06.2006 | 21 zile        |
| Big Show      | 04.07.2006 | 152 zile       |
| Bobby Lashley | 03.12.2006 | 146 zile       |
| Vince McMahon | 29.04.2007 | 35 zile        |
| Bobby Lashley | 03.06.2007 | 8 zile         |